# Пославський Олександр Юрійович
Олекса́ндр Ю́рійович Пославський (нар. 9 березня 1990, Київ, СРСР) — український футболіст, гравець у пляжний футбол. Воротар київського клубу «Євроформат» і збірної України з пляжного футболу. 

## Біографія
Футболом почав займатися у віці трохи менше 8 років у «Динамо» (Київ). Перший тренер  - Сергій Величко. На юнацькому рівні з «Динамо» ставав багаторазовим чемпіоном і володарем кубка м. Києва, а в сезоні 2004/2005 став чемпіоном України. Окрім того, перемагав на різноманітних міжнародних турнірах у Італії, Франції, Бельгії, Нідерландах, Польщі і Росії. Залучався до лав юнацьких збірних України (U-15, U-16, U-17). В основну команду пробитися не зміг і грав за Динамо-3, Динамо-2, а також дубль Динамо. Контракт з «Динамо» закінчився у травні 2008 року. Після цього їздив по командам з Польщі, Білорусі і Молдови, але через травми так і не зміг ніде закріпитися. Спроба заграти у білоцерківській «Росі» теж виявилася невдалою. У 2010 році познайомився з пляжним футболом, де дебютував у складі команди «Динамо-Хілд», яку тренував Володимир Залойло. У тому році клуб посів 3-тє місце в чемпіонаті України. У 2011 році виступав за команду «Бінго», а у 2012 за іншу київську команду  - «Молоді», де і познайомився з тренером збірної України з пляжного футболу Кучеренко. З 2012 року виступає у складі команди «Євроформат».
У збірній України з пляжного футболу дебютував на турнірі «Кубок Дружби», що проходив у місті Вітебськ, Білорусь. Після чого потрапив у заявку на Євролігу, де зіграв в трьох матчах (був вилучений у матчі зі збірною Португалії) і разом з командою посів 7-ме місце.

## Титули та досягнення
«Динамо-Хілд» (Київ)
- Бронзовий призер чемпіонату України: 2010 р.

«Євроформат» (Київ)
- Бронзовий призер чемпіонату України: 2012 р.
- Срібний призер чемпіонату Києва: 2013 р.
- Володар Кубка Києва з пляжного футболу: 2013 р.

### Міжнародні
Збірна України (пляжн.)
- Срібний призер турніру «Кубок Дружби» (2013 р.)